# Olasz, Baranya
Olasz (în germană Ahlaß, în croată Olas) este un sat în districtul Bóly, județul Baranya, Ungaria, având o populație de 622 de locuitori (2011). 

## Demografie
Componența etnică a satului Olasz
     Maghiari (68,11%)
     Germani (22,58%)
     Croați (6,82%)
     Romi (1,12%)
     Necunoscut (0,99%)
     Sârbi (0,37%)
     Alții (0,99%)
Componența confesională a satului Olasz
     Romano-catolici (62,86%)
     Fără religie (10,77%)
     Reformați (3,54%)
     Necunoscută (21,54%)
     Alte religii (1,77%)
Conform recensământului din 2011, satul Olasz avea 622 de locuitori. Din punct de vedere etnic, majoritatea locuitorilor (68,11%) erau maghiari, existând și minorități de germani (22,58%), croați (6,82%) și romi (1,12%). Apartenența etnică nu este cunoscută în cazul a 0,99% din locuitori.  Din punct de vedere confesional, majoritatea locuitorilor (62,86%) erau romano-catolici, existând și minorități de persoane fără religie (10,77%) și reformați (3,54%). Pentru 21,54% din locuitori nu este cunoscută apartenența confesională.